# Erich Weishaupt
Temple de la renommée allemand : 2010
Erich Weishaupt (né le 16 mai 1952 à Kaufbeuren) est un ancien gardien de but allemand de hockey sur glace. Membre de l'équipe d'Allemagne de hockey sur glace qui a remporté une médaille de bronze aux Jeux olympiques de 1976 à Innsbruck, son nom se trouve dans le Temple de la renommée du hockey allemand.

## Biographie
Il commence le hockey dans l'équipe de sa ville de naissance, l'ESV Kaufbeuren, avec lequel il remporte un championnat de jeunes joueurs. Cependant il ne réussit pas à maintenir le club en Bundesliga.
Après sa participation au Championnat du monde de hockey sur glace 1975, durant lequel l'équipe d'Allemagne intègre le groupe A et se qualifie pour les Jeux Olympiques, le sélectionneur Xaver Unsinn, qui est aussi l'entraîneur du Berliner Schlittschuhclub, le fait venir dans ce club. Weishaupt devient champion d'Allemagne en tant que second gardien puis remporte la médaille de bronze aux Jeux Olympiques.
Après la démission de l'équipe nationale de Unsinn en 1977, le gardien continue d'être sélectionné et joue lors du championnat du monde de hockey sur glace 1979. En 1978, son transfert de Berlin pour le Mannheimer ERC fait scandale en raison d'un différend juridique. En raison de dissensions entre le Berliner SC et le Berlin KG, certains joueurs signent en dehors des dates de transferts, mettant les clubs qui les reçoivent en conflit avec la fédération. Elle décide d'annuler les résultats de ces équipes qui l'emportent en justice. Weishaupt obtient ses meilleurs résultats à Mannheim. En 1979, il est nommé meilleur joueur de l'année, devient champion en 1980.
Après le championnat du monde de hockey sur glace 1983, il va au DEG Metro Stars. Il s'éloigne de l'élite après le championnat du monde de hockey sur glace 1986. Il joue une année en seconde division dans l'EA Kempten.
Il est aujourd'hui prothésiste dentaire.

## Titres et récompenses
- Médaille de bronze en hochey sur glace avec l'équipe d'Allemagne aux Jeux olympiques de 1976 à Innsbruck.
- Champion d'Allemagne 1980.
- Élu meilleur joueur du championnat 1979.

## Source, notes et références
1. ↑  (en) « Olympics Site Closed / Olympics at Sports-Reference.com », sur sports-reference.com (consulté le 24 octobre 2021).
2. ↑  (en) « Erich Weishaupt Hockey Stats and Profile at hockeydb.com », sur hockeydb.com (consulté le 24 octobre 2021).